# Плюмбілювання
Плюмбілювання (рос. плюмбирование, англ. plumbylation) — введення Pb-заміщеного залишка в органічні сполуки заміщенням в них атома Н (зазвичай при нагріванні в протоінертних розчинниках):
ArH + Pb(OAc)4 → Ar–Pb(OAc)3